# فركان
فركان بلدية تابعة إقليميا إلى دائرة نقرين بولاية تبسة الجزائرية.

## الموقع الجغرافي
تتكون بلدية فركان من تجمعين سكنيين هما جارش ومديلة، وتقع جنوب الولاية على مسافة 170 كلم، يحدهاشمالا بلدية العقلة وحدود ولاية خنشلة ويحدها شرقا بلدية نقرين وغربا حدود ولاية بسكرة وجنوبا حدود ولاية الوادي.
يسكنها الفراكنية وأغلبية من النمامشة.

## جغرافيا
يسودها مناخ شبه صحراوي هي منطقة فلاحية خاصة الفلاحة الصحراوية التمور وكذلك أشجار الزيتون حيث توجد بها معاصر تقليدية منذ تاريخ 1920 وبعض أشجارالفواكه المتنوعة وزراعة أنواع الخضر، توجد عدة آثار بالمنطقة خاصة الرومانية وتمتاز كذلك بكثرة منابع المياه الطبيعية عرفت كباقي مناطق الوطن خلال الفترة الاستعمارية عدة انتفاضات شعبية سقط خلالها كثير من الشهداء، في نفس الفترة كانت تنتج عدة صناعات منها الصابون التقليدي مصنوع بزيت الزيتون المشهورة به وبعض المواد الأخرى وكذلك ما يعرف بـكسكسي البارود والجبس وهذا لتنوع التربة بالبلدية.
بالإضافة إلى حي جديد اقيم حاليا يسمى ب حي الناموس

## وصلات خارجية
- الخبر: بلديتا نفرين وفركان بولاية تبسّة، ارث حضاري في سلة المهملات